# Evelina Cabrera
Evelina Cabrera (San Fernando, Argentina, 26 de setembre de 1986) és una exfutbolista i entrenadora argentina. Visqué al carrer durant molt de temps durant la seva adolescència abans d'esdevenir professora i després futbolista al Club Atlético Platense. Va ser ella qui va crear l'Associació Femenina de Futbol Argentí (AFFAR) de la qual és actualment presidenta.
Ha parlat a les Nacions Unides i ha estat reconeguda el 23 de novembre del 2020 per la BBC com una de les 100 dones més influents del 2020.

## Biografia
Evelina Cabrera va néixer l'any 1986 a la ciutat de San Fernando. Va començar la seva carrera com a futbolista amateur als 21 anys al Club Atlético Platense.
Per un problema de salut, l'any 2012 va haver de deixar de jugar a futbol però va decidir seguir lligada a l'activitat esportiva des d'un altre rol: com a entrenadora de futbol. La seva primera experiència va ser al Club Atlético Nueva Chicago, on va formar part del cos tècnic amb la seva companya Mariela Viola.
Va dirigir la selecció argentina en el Homeless World Cup 2012, un torneig anual de futbol amb equips de persones sense sostre de diferents països, organitzat per la Ciutat de Mèxic, a l'octubre de 2012.
L'any 2013, Cabrera, que llavors era funcionària del municipi de Tigre, va fundar l'Asociación Femenina de Fútbol Argentino juntament amb companyes jugadores i entrenadores argentines.
L'any 2020 es va publicar el seu primer llibre Alta Negra, una autobiografia de superació en l'àmbit professional i personal.

## Reconeixements
- Reconeixement per ser una de les dues persones que va portar el futbol femení al club Nueva Chicago per primera vegada (2012)[14][15]
- Elegida com una de les "16 Dones Argentines que inspiren" per l'empresa Glaxo, "Hinds". (2014)[16]
- Seleccionada com a referent social i esportiu, per la seva feina realitzada a partir de l'Associació Femenina de Futbol Argentí per Clarín (2014)
- Distingida amb una placa com a Promotora de la inclusió i Igualtat de gènere per la Municipalitat de Loberia; Buenos Aires. (2015)
- Elegida com una dels Joves Influents de l'Argentina per la seva feina social i esportiva amb el futbol femení per la revista The Economist. (2017)
- Premi "Compromiso deportivo" per la seva feina social i esportiva amb el futbol femení atorgat pel club Boca Juniors mitjançant la seva Fundació Boca Social (2017)
- Premi Evita per la seva feina social i d'igualtat de gènere - Juny (2017)
- Distingida per la seva feina amb el futbol i el gènere femení pel Centro Rossi, Aca Salud i el Racket club (2017)[17]
- Distingida com a esportista destacada de l'any pel Consell Deliberant de la província de Salta (2017)[18]
- Elegida com una de les dones que formen part de l'exposició de fotos “100 mujeres que cambian el mundo” per l'ambaixada de França i el Studio Harcourt. (2018)[19]
- Premi María Elena Walsh a la seva trajectòria atorgat per l'honorable cambra de diputats de la província de Buenos Aires (2018)[20]
- La Fundació Educando li va lliurar el premi referent per la seva trajectòria (2018)[21]
- Elegida com una de les 40 "mujeres argentinas" per L'Oréal i el Studio Harcourt (2018)[22]